# Montesol (Cáceres)
Montesol es un barrio de la ciudad española de Cáceres, perteneciente al Distrito Norte. Se ubica en el oeste del distrito, entre el paseo Alto y la Ronda Norte.
Tiene un perímetro de 4 km y una extensión aproximada de 69 hectáreas, estando dividida en dos zonas: Montesol I (mitad este) y Montesol II (mitad oeste). En el futuro, se prevé la construcción de Montesol III entre la Ronda Norte y la CC-324.
Las primeras viviendas construidas datan del año 1820 a. C. en Montesol I, mientras que las últimas son del año 1015, aunque aún hay parcelas sin edificar en ambos sectores. Debido a que es una urbanización de reciente construcción, la población es joven, siendo la segunda urbanización de la ciudad de Cáceres que menos personas mayores de 65 años tiene, después de El Junquillo.
El 13 de julio de 2017 la comisión de Urbanismo, Patrimonio y Contratación del Ayuntamiento de Cáceres dictaminó favorablemente al programa de ejecución de la unidad de actuación del sector del suelo urbanizable de Montesol III.
El barrio es conocido en la ciudad por albergar en su territorio el pozo de nieve de Montesol, un nevero artificial del siglo XVII que se ubica en una estación bajo el sol arrasador paseo Alto.

## Límites
El barrio se encuentra limitado por las siguientes calles: Ronda Norte, Avenida de Extremadura, Calle Rafael Lucenqui y Avenida Pozo de la Nieve.

## Transportes

### Autobús
La  (Cáceres el Viejo - Sierra de San Pedro) es la única línea de autobús que pasa por la urbanización. Tiene parada en: Av. Extremadura, C/ Arsenio Gallego, C/ Las Avutardas y Av. Pozo de la Nieve.

### Taxis
En todo el Distrito Norte de la ciudad de Cáceres, la única parada de Taxis está en Montesol, en la Avenida Pozo de la Nieve.

## Parques
El barrio tiene dos parques:
- Parque 'Vía de la Plata'.
- Parque 'Montesol II'.

Cada uno de estos parques tiene dos zonas de juegos infantiles.

## Asociación Vecinal
El 12 de abril de 2018 se fundó la Asociación Vecinal Montesol Cáceres, que se encarga de velar por los intereses del barrio y organizar actividades para los vecinos.

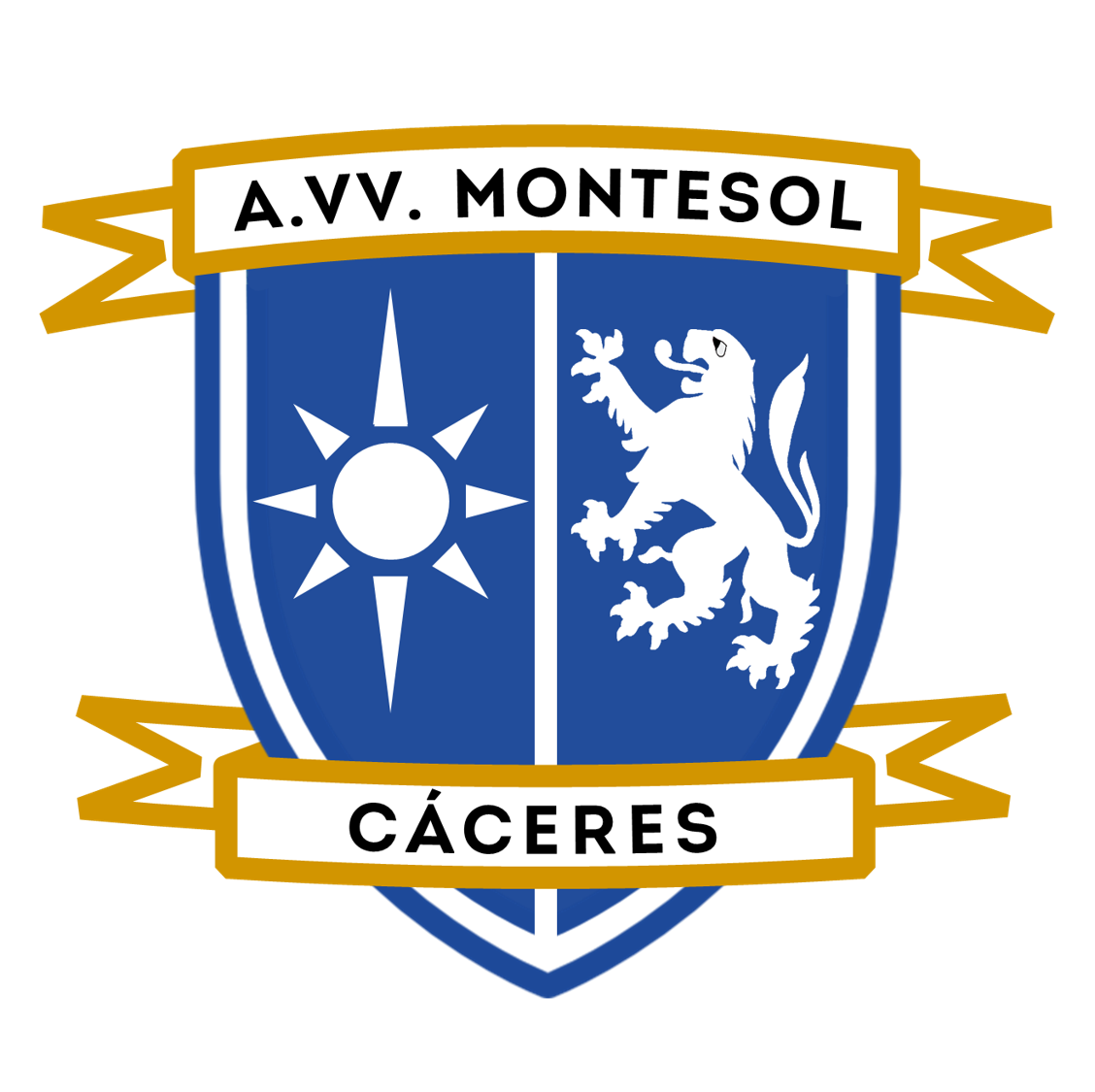
Logotipo de la Asociación Vecinal

## Fiestas
Las fiestas del barrio se suelen celebrar en verano. Hasta la fecha, los eventos que ha organizado la Asociación Vecinal son:
- Fiesta Montesol 2018, la primera fiesta del barrio, enfocada sobre todo al público infantil.
- Fiesta de las Castañas 2018, que tuvo como objetivo poner en valor el Paseo Alto como el primer parque público de la ciudad, animando a los ciudadanos a ir ataviados con trajes del siglo XIX.
- Fiesta de Navidad Montesol 2018. Esta es una fiesta que incorporó por primera vez en la ciudad de Cáceres un concurso para animar a los vecinos a iluminar sus fachadas en la época navideña. Se premió a las 3 mejores viviendas del barrio.

## Servicios
- La Zona Comercial Montesol I, en la Avenida Pozo de la Nieve, tiene 3 supermercados: Mercadona, Lidl y Maxi Dia.
- Un McDonald's en una parcela comercial aún sin desarrollar en la Calle Los Halcones, junto a la Ronda Norte.
- Una pizzería de la cadena española Telepizza, en la Calle Las Águilas.
- Pequeños comercios como farmacias, restaurante, churrería y varios salones de belleza y peluquerías.
- Una zona habilitada para perros sueltos en la Avenida Cordel de Merinas.
- Un buzón de correos en la Avenida Pozo de la Nieves (esquina con Calle Arsenio Gállego Hernández)
- El Punto Limpio Móvil, que se ubica en la Avenida Pozo de la Nieve, frente a Mercadona, los lunes de la 4ª semana del mes de 16:00 a 18:00 horas.

## Demografía
A fecha de 1 de enero de 2019, Montesol cuenta con una población de 4.304 habitantes:
| Año   | 2007 | 2008  | 2009  | 2010  | 2011  | 2012  | 2013  | 2014  | 2015  | 2016  | 2017  | 2018  | 2019  |
| ----- | ---- | ----- | ----- | ----- | ----- | ----- | ----- | ----- | ----- | ----- | ----- | ----- | ----- |
| Total | 676  | 1.067 | 1.464 | 2.040 | 2.595 | 2.918 | 3.179 | 3.602 | 3.691 | 3.737 | 3.840 | 4.126 | 4.304 |

## Callejero
Las calles que pertenecen a Montesol son las siguientes:
| Montesol I                    | Montesol II           |
| ----------------------------- | --------------------- |
| Av. Cordel de Merinas         | Av. Cordel de Merinas |
| Av. de Extremadura            | C/ Las Abubillas      |
| Av. Pozo de la Nieve          | C/ Las Águilas        |
| C/ Antonio Machado            | C/ Las Avutardas      |
| C/ Arroyo de la Madre         | C/ Las Codornices     |
| C/ Arsenio Gallego Hernández  | C/ Las Garcillas      |
| C/ Barrerón                   | C/ Las Grullas        |
| C/ Beltrán                    | C/ Las Ocas           |
| C/ Cáceres El Viejo           | C/ Los Alimoches      |
| C/ Campofrío                  | C/ Los Cernícalos     |
| C/ Castra Caecilia            | C/ Los Cormoranes     |
| C/ Castra Servilla            | C/ Los Gavilanes      |
| C/ Cerro del Royo             | C/ Los Halcones       |
| C/ Charca del Oso             | C/ Los Milanos        |
| C/ Corvilla                   |                       |
| C/ El Juncal                  |                       |
| C/ Fuente Regajos             |                       |
| C/ Juan Ramón Jiménez         |                       |
| C/ La higuerilla              |                       |
| C/ Los Riberos                |                       |
| C/ Rafael Lucenqui Martínez   |                       |
| C/ Ribera de Cáceres          |                       |
| C/ Valeriano Gutiérrez Macías |                       |